# ميثادون
ميثادون (بالإنجليزية: Methadone)‏ ويباع تحت الأسماء التجارية دولوفين وميثادوز من بين أسماء أخرى، هو ناهض مصنع للمستقبلات الأفيونية يستخدم لعلاج الألم المزمن وأيضا لاضطراب استخدام المواد الأفيونية. يُستخدم لعلاج الألم المزمن، كما يُستخدم أيضاً لعلاج الإدمان على الهيروين أو المواد الأفيونية الأخرى. يوصف هذا الدواء للاستخدام اليومي للمريض، فهو يخفف الرغبة الشديدة في انسحاب المواد الأفيونية ويزيل أعراض الانسحاب. يمكن تحقيق إدارة الانسحاب باستخدام الميثادون في أقل من شهر، أو يمكن أن يتم ذلك تدريجيًا على مدى فترة زمنية أطول، أو يستمر ببساطة لبقية حياة المريض. وهو ايضاً مسكن ألم يستخدم في علاج أنواع الألم المتوسطة إلى الشديدة، حيث يعمل على تثبيط مستقبلات الألم في الجهاز العصبي المركزي. ويسبب العقار الإدمان؛ الاعتماد النفسي والجسدي في حال استخدامه بجرعات كبيرة أو لفترات طويلة، وقد يلاحظ المريض ازدياداً بشكل غير واعي منه في مقدار أو تكرار الجرعة الكافية لتخفيف الألم بسبب اعتياد الجسم على العلاج؛ يجب التقيد بتعليمات الطبيب بخصوص جرعة وكيفية تناول العلاج.

## الإستعمالات
يستخدم العلاج في:
- مسكن ومخدر للألم.
- في عملية إزالة السمية في المدمنين على الهيروين أو العلاجات المورفينية الأخرى، حيث يقلل الميثادون من أعراض الانسحاب التي يسببها التوقف عن تناول مثل هذه العقاقير.^ [11]

## موانع الاستعمال
يمنع استخدامه في:
- المرضى الذين أظهروا فرط الحساسية للعلاج أو لأي مكون آخر من مكوناته.
- حالات الربو الشديد أو الحاد، أو أمراض تضيق/انسداد في المجاري التنفسية.
- وجود هبوط شديد في الجهاز التنفسي.
- وجود أو الاشتباه بوجود شلل لفائفي.
- حالات الاسهال الناتجة عن تسمم.

كما يمنع تناوله بالتزامن مع علاج السيليغلين.

## الاحتياطات
فئة السلامة أثناء الحمل: "سي"؛ يستخدم العلاج في حال كانت المنفعة العلاجية تفوق الخطر على الجنين. يجب استشارة الطبيب أو الصيدلاني قبل تناول العلاج في حالة وجود حمل أو التخطيط للحمل.
الرضاعة: يفرز العلاج في حليب الأم المُرضع؛ لا ينصح باستخدامه.
لم تثبت فعالية أو سلامة استخدام العلاج في الأطفال.
يجب الحذر عند استخدام العلاج في كبار السن، بسبب حساسيتهم الزائدة للأعراض الجانبية التي قد يسببها العلاج.
يجب إخبار الطبيب المعالج في حال وجود أي من الأمراض أو الاعتلالات التالية، فقد تحتاج بعض الحالات إلى اجراءات احتياطية خاصة أو جرعات معدلة:
- اضطرابات أو آلام غير مشخصة في البطن.
- قصور الغدة الكظرية.
- اضطرابات أو امراض في المرارة أو المسالك الصفراوية.
- اكتئاب أو هبوط في الجهاز العصبي.
- إصابة أو رضخ سابق للرأس أو الدماغ.
- حالة إدمان سابقة على الكحول أو علاجات أو أي مادة أخرى.
- اضطرابات أو أمراض في الكبد.
- اضطرابات أو أمراض في الكلى.
- تضخم في غدة البروستاتة أو مشاكل في عملية التبول.
- سمنة مفرطة.
- أمراض تنفسية.

أمراض أو اعتلالات في الغدة الدرقية.
قد يسبب العلاج ادماناً نفسياً أو جسدياً على العلاج، بحيث يصبح من الصعب الاستغناء عنه؛ لا يجوز صرف العلاج إلا بوصفة من طبيب مختص، وبكميات محدودة، كما ينبغي الالتزام الدقيق بتعليمات الطبيب وعدم رفع الجرعة إلا بعد استشارته. يحفظ العلاج في مكان بعيد عن متناول الآخرين ولا يجوز استخدامه إلا من قبل المريض الموصوف له.
يمتلك العلاج تأثيراً مثبطاً على الجهاز العصبي المركزي، وقد يؤثر على النشاطات الجسدية أو العقلية للمريض؛ لذا يجب توخي الحذر الشديد عند ممارسة أنشطة أو مهام تتطلب تركيزاً مثل قيادة السيارة أو تشغيل الآلات المختلفة، كما يجب تجنب تناول العلاجات المثبطة للجهاز العصبي الأخرى أو شرب المشروبات الكحولية أثناء فترة العلاج.
قد يسبب التوقف المفاجئ عن تناول العلاج في المرضى الذين تناولوا العلاج لفترات طويلة أعراضاً معينة تسمى اعراض الانسحاب، لذا لا تتوقف عن تناول العلاج إلا بعد استشارة الطبيب وتحت إشرافه.
قد يسبب تناول جرعة زائدة من العلاج أعراضاً جانبية خطيرة، وقد تكون مميتة في بعض الأحيان للنساء الحوامل، في حال تناول جرعة زائدة من دون استشارة طبية فورًا يتم جهض الجنين.
أو الشك في ذلك فيجب الاتصال مع الطبيب فوراً وأخذ المريض لأقرب مستشفى.

## الأعراض الجانبية
- توتر، قلق.
- اضطرابات في النوم (عادة ما يسبب الأرق).
- تعب، نعاس.
- جفاف في الفم، غثيان، تقيؤ، اسهال أو امساك، فقدان الشهية.
- هبوط الرغبة أو القدرة الجنسية.[12]

## التداخلات الدوائية
لا تتناول أي من العلاجات المهدئة أو المسببة للنعاس (مثل علاجات الأرق وعلاجات الرشح أو الحساسية، والعلاجات المخدرة الأخرى، وعلاجات الصرع، والعلاجات المرخية للعضلات) بالتزامن مع العلاج دون استشارة الطبيب أو الصيدلاني، إذ قد تزيد من تأثير العلاج المثبط للجهاز العصبي.
إذا كنت تتناول أي من الأدوية التالية أخبر الطبيب أو الصيدلاني، فقد تحتاج إلى تعديل الجرعة أو إجراء فحوصات معينة:
- مدرات البول.
- المضادات الحيوية مثل الأزثروميسين، السيبروفلوكسسين، الإرثروميسين.
- مضادات الفطريات مثل الكيتوكونازل، الإتراكونازول وغيرها.
- علاجات أمراض القلب أو ارتفاع ضغط الدم الديلتيازم أو الفيراباميل.
- علاجات فيروس أو مرض نقص المناعة المكتسبة (الإيدز).
- مثبطات أكسيد أحادي الأمين (مثل الفينلزين).
- المخدرات أو مسكنات الألم الأفيونية الأخرى.
- علاجات الصرع أو الاضطرابات الاختلاجية.

لا تتناول أي علاج جديد أو مكمل غذائي ولا تتوقف عن تناول علاج قديم دون استشارة الطبيب أو الصيدلاني.

## اشكال الدواء
يتوفر العلاج على صورة:
- محلول للحقن بتركيز: 10مغ/مل
- محلول فموي (شراب) بتركيز: 5مغ/5مل، 10مغ/5مل، 10مغ/مل (مركز)
- أقراص بجرعات: 5مغ، 10مغ، 40مغ

## التخزين
يحفظ في درجة حرارة الغرفة (25 درجة مئوية) بعيداً عن الرطوبة والحرارة.